# Krainer Lilie

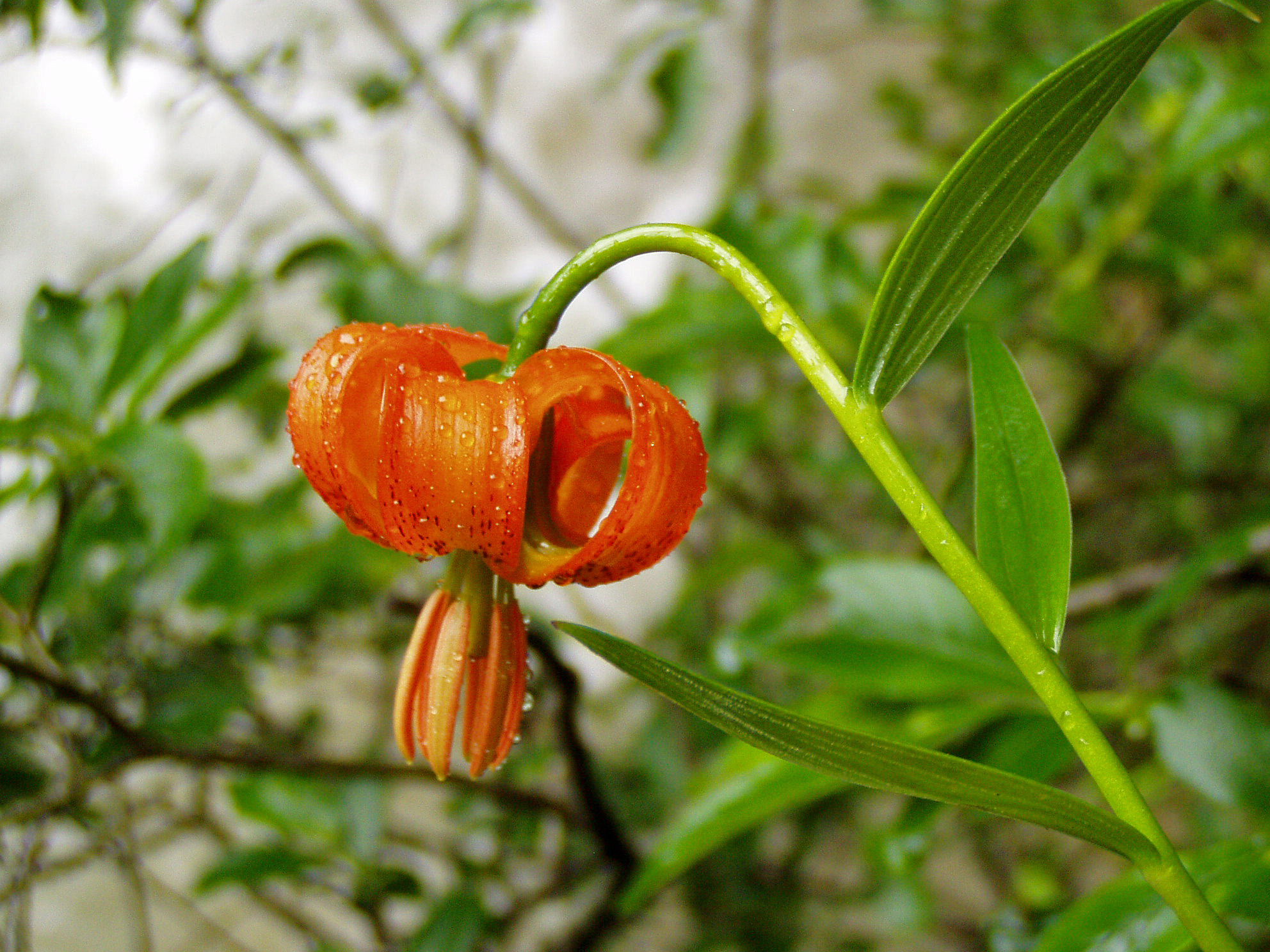
Blüte

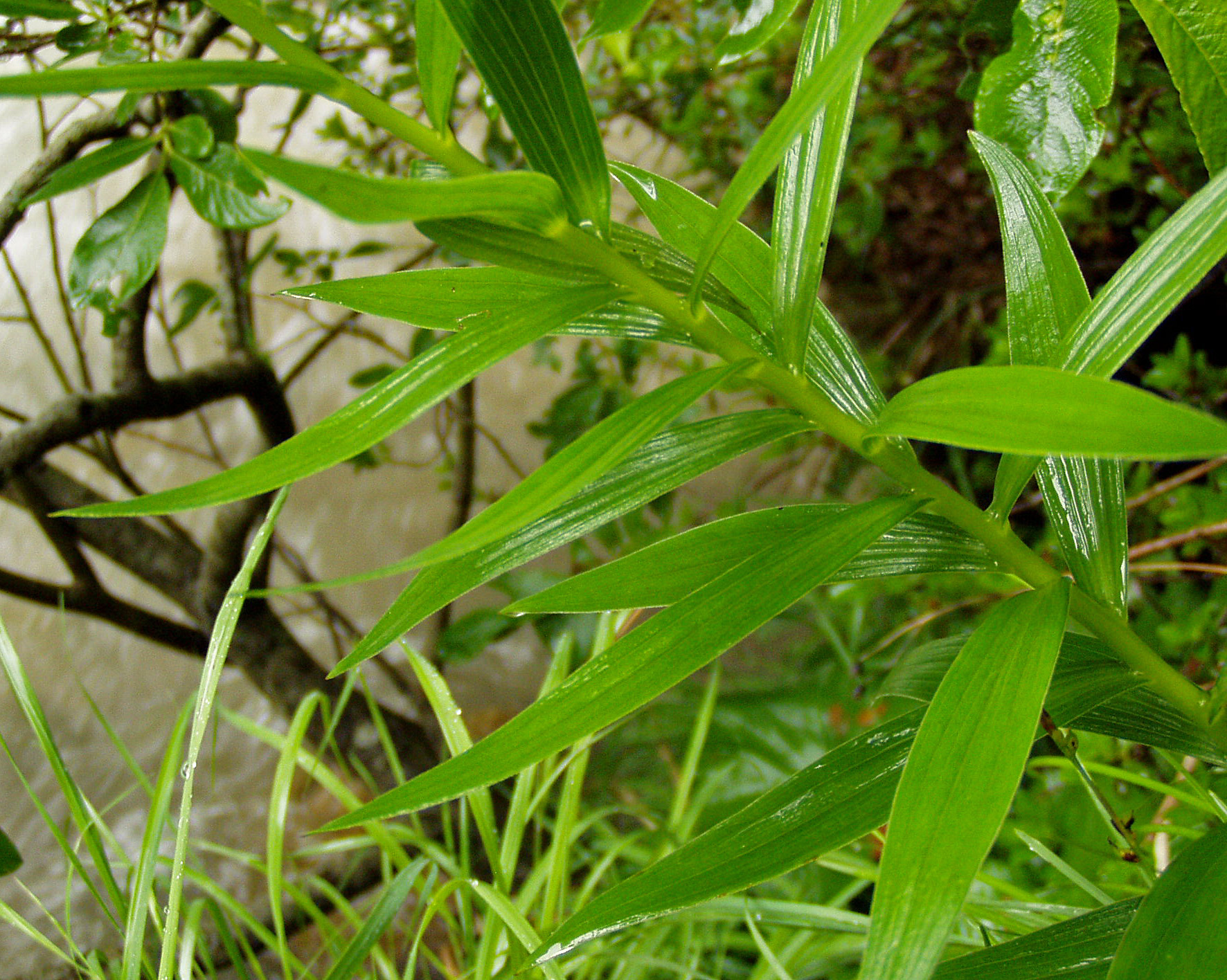
Blattform der Krainer Lilie

Die Krainer Lilie (Lilium carniolicum) ist eine Art aus der Gattung der Lilien (Lilium) in der Sektion Liriotypus (Candidum-Sektion). Sie ist sehr selten und im deutschsprachigen Raum ausschließlich in Kärnten zu finden.

## Beschreibung
Die Krainer Lilie ist eine ausdauernde krautige Pflanze und erreicht Wuchshöhen von 50 bis 100 Zentimeter, die eiförmige bis runde, gelbliche Zwiebel ist ausgewachsen um die 6 Zentimeter groß.
Die Pflanze bildet ab dem Frühjahr einen unbehaarten und im unteren Teil purpur gefleckten Stängel aus. Er ist dicht mit wechselständig angeordneten, aufrecht abstehenden lanzettförmigen Blättern besetzt, die bis zu 8 Zentimeter lang sind, der Blattrand ist ebenso wie die Nervatur der Blattunterseite papillös bewimpert.
Im Mai bis Juli erscheint eine Rispe mit einer, gelegentlich bis sechs, unangenehm riechenden, hängenden Blüten. Die verkehrt-lanzettlichen, bis zu 5 Zentimeter langen Blütenhüllblätter sind stark zurückgebogen. Die Farbe ist hellzinnoberrot bis feuerrot, dem Grund zu dunkel gepunktet und papillös. Eine Nektarrinne ist vorhanden. Die Staubbeutel sind safrangelb, die Griffel keulenförmig.
Die Frucht ist eine 3 bis 4 Zentimeter lange, stumpfkantige Kapsel, die bis zu 6 Millimeter langen Samen keimen bei direkter Aussaat sofortig-hypogäisch, ansonsten verzögert-epigäisch. Die Chromosomenzahl beträgt 2n = 24.

## Verbreitung / Habitat
Die Krainer Lilie findet sich von Italien und Österreich bis in das ehemalige Jugoslawien. Nach Euro+Med gibt es ursprüngliche Vorkommen in Italien, Österreich, Slowenien, Kroatien, Serbien, Rumänien, Bulgarien, Nordmazedonien, Albanien und in Griechenland. In Deutschland und der Schweiz ist sie nicht heimisch. In Österreich kommt sie nur in Kärnten in den Karawanken und am Dobratsch vor. Sie ist hier selten und steht unter vollständigem gesetzlichen Naturschutz. Häufig ist sie im südöstlichen Alpenraum und im Dinarischen Gebirge, wo sie besonders in den Karawanken, den Julischen Alpen und dem Triestiner Karst zu finden ist.
Die Krainer Lilie ist kalkliebend und wächst auf felsigen Hängen, trockenen, steinigen Wiesen und Felsschutt in der montanen bis subalpinen Höhenstufe, meist zwischen 1800 und 2000 Metern, gelegentlich auch bis zu 220 Meter herab- oder bis zu 2400 Meter aufsteigend. Sie findet sich dort in Senken, in denen sich Feuchtigkeit und Humus gesammelt haben.

## Systematik
Die Krainer Lilie wurde 1837 von Koch in Synopsis Florae Germanicae et Helveticae Band 2, Seite 708 als Lilium carniolicum erstbeschrieben. Der wissenschaftliche Name wurde von Johann Jakob Bernhardi geprägt und ist eine latinisierte Form von Krain, der Heimat der Art, auf die auch der Trivialname verweist.
Als Teil einer systematisch schwer auflösbaren Gruppe zumeist südosteuropäischer Arten war ihre systematische Position immer wieder umstritten, zahlreiche andere Unterarten, Varietäten und Formen wurden beschrieben und  vielfach wieder zu anderen Arten gestellt oder als eigenständige Arten eingeordnet (so Lilium ponticum, Lilium jankae, Lilium bosniacum und Lilium albanicum). Sie selbst wurde  1896 von Adriano Fiori als Varietät der Seealpen-Lilie und durch Victoria Matthews 1984 als Unterart der Pyrenäen-Lilie eingeordnet. All ihre Untertaxa werden heute nicht mehr akzeptiert. Molekulargenetische Untersuchungen untermauerten sowohl die Eigenständigkeit der Art selbst wie auch die der zuvor noch als Unterart angesehenen Taxa.
Euro+Med unterscheidet 2 Unterarten:
- Lilium carniolicum W.D.J.Koch subsp. carniolicum: Sie kommt in Italien, Österreich, Slowenien, Kroatien, Rumänien, Bulgarien und in Griechenland vor.[1]
- Lilium carniolicum subsp. jankae (A. Kern.) Asch. & Graebn. (Syn.: Lilium jankae A. Kern.): Sie kommt in Serbien, Bulgarien, Nordmazedonien und in Rumänien vor.[1] Die Unterart ist benannt zu Ehren des ungarischen Botanikers Viktor Janka von Bulcs.

## Nachweise
Die Informationen dieses Artikels entstammen zum größten Teil den unter Nachweise angegebenen Quellen, darüber hinaus werden folgende Quellen zitiert:
- Gustav Hegi: Illustrierte Flora von Mitteleuropa Bd. 2, Teil 2, S. 238–239
- Manfred A. Fischer, Wolfgang Adler, Karl Oswald: Exkursionsflora für Österreich, Liechtenstein und Südtirol. 2., verbesserte und erweiterte Auflage. Land Oberösterreich, Biologiezentrum der Oberösterreichischen Landesmuseen, Linz 2005, ISBN 3-85474-140-5.
- Siegmund Seybold (Hrsg.): Schmeil-Fitschen interaktiv (CD-Rom), Quelle & Meyer, Wiebelsheim 2001/2002, ISBN 3-494-01327-6
- Mark Wood: Lily Species - Notes and Images. CD-ROM, Fassung vom 13. Juli 2006